# Maxmilián Bádenský
Maxmilián Alexandr Fridrich Vilém princ a markrabě Bádenský (německy Maximilian Alexander Friedrich Wilhelm Prinz und Markgraf von Baden, znám také jako Max Bádenský, německy Max von Baden; 10. červenec 1867 – 6. listopad 1929) byl poslední kancléř Německého císařství úřadující v roce 1918 a poslední následník trůnu Bádenského velkovévodství.
Byl považován za poměrně liberálního bratrance císaře Viléma II., úřad kancléře převzal v závěrečné fázi první světové války 3. října 1918 od svého předchůdce Georga hraběte von Hertlinga a zastával jej asi pět týdnů do 9. listopadu. Protože porážka Německé říše ve válce již byla jistá, měl Max von Baden v rámci tzv. Říjnových reforem formálně zavést parlamentní systém vlády se zachováním monarchie. Poprvé v historii země také jmenoval do vládního kabinetu dva zástupce sociálních demokratů, kteří tvořili většinovou frakci v Říšském sněmu. To mělo vytvořit důvěru mezi obyvatelstvem i mezi válečnými odpůrci spojeneckých mocností za účelem dosažení snesitelných mírových podmínek pro Německo.
Když Listopadová revoluce vyvolaná povstáním kielských námořníků zachvátila hlavní město Berlín 9. listopadu, chtěl čelit nepokojům a svévolně oznámil abdikaci císaře, kterou požadovaly USA po německé žádosti o příměří. Jeho pokus zachránit monarchii jako takovou selhal. Nedal se k dispozici jako regent a ihned poté, co předal úřad říšského kancléře Friedrichu Ebertovi, předsedovi SPD, Philipp Scheidemann provolal vznik „Německé republiky“.
V době Výmarské republiky již Max von Baden nehrál žádnou roli ve státní politice. Až do své smrti v roce 1929 žil na svých statcích v Bádensku-Württembersku; v roce 1920 zde s Kurtem Hahnem založil výchovný ústav Salem, kde se při výchově používal princip „prožitkové terapie“: kromě denního cvičení a pobytu v přírodě, expedic a příprav na expedici také záchranná služba v horách a na pobřeží. (Hahn po nástupu nacistů emigroval do Skotska, kde v Gordonstounu založil British Salem School; jejími žáky byli i princ Philip, pozdější vévoda z Edinburghu a manžel britské královny Alžběty II, a jeho nejstarší syn princ Charles.)

## Život

### Původ a mládí
Max von Baden se narodil pruskému generálovi a princi Wilhelmovi (1829–1897) z rodu Badenů a Marii Maximilianovně von Leuchtenberg (1841–1914), vnučce Eugèna de Beauharnais a neteři ruského cara Alexandra II. Po absolvování studií, mj. na univerzitě v Lipsku, vstoupil do pruské armády jako důstojník.

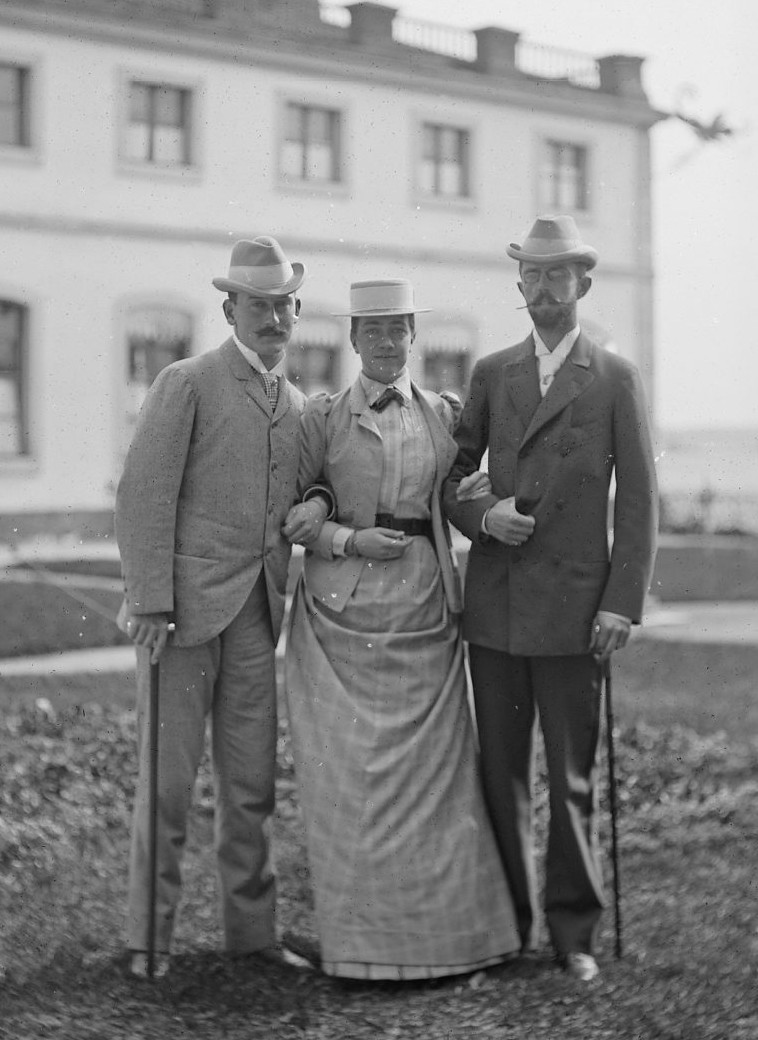
Max von Baden s manželkou a budoucím švédským králem Gustavem V.

### Soukromý život
V roce 1886 a 1887 Max von Baden obdržel sborové smyčky studentských sdružení Rhenania Freiburg, Saxo - Borussia Heidelberg a Suevia Heidelberg. Byl také členem bratrstva Rupertia Heidelberg.
Byl homosexuál, ale z dynastických důvodů si zvolil život manžela a rodinného muže, podobně jako jeho bratranec Gustav V. To ho učinilo náchylným k vydírání, které mělo na konci jeho působení ve funkci kancléře katastrofální následky.

### Činnost před rokem 1918
Když v roce 1907 zemřel jeho strýc, velkovévoda Fridrich I., Max se stal následníkem trůnu a prezidentem první bádenské komory, neboť manželství jeho bratrance velkovévody Fridricha II. zůstalo bezdětné. V roce 1906 se Max stal plukovníkem a následujícího roku byl povýšen na velitele 28. jízdní brigády, kde dosáhl hodnosti generálmajora. V roce 1911 odešel z aktivní vojenské služby jako generálporučík.
V roce 1914 byl reaktivován a krátce se ujal svých povinností u štábu XIV. armádního sboru, který byl odpovědný za bádenské kontingenty. Ale v říjnu se vrátil do Badenu. Vilém II. jej v prosinci roku 1914 povýšil na generála jezdectva. Kromě svého přidělení na velitelství XIV. armádního sboru se Max věnoval od října jako čestný prezident Bádenského červeného kříže po celou dobu války péči o válečné zajatce všech národností. V roce 1916 se stal čestným předsedou německo-americké pomoci válečných zajatců Světové federace křesťanských sdružení mladých mužů (CVJM). Odmítl frontovou službu, což bylo interpretováno jako selhání a byl zesměšňován jako „generální lékař“.
Princ Max byl považován za liberálního aristokrata a stále více se stával krystalizačním bodem umírněného politického tábora, který stál v opozici vůči ultrapravicovému křídlu, reprezentovanému Nejvyšším armádním velitelstvím. Již v roce 1917 veřejně odmítl obnovení neomezené ponorkové války, což nakonec vedlo ke vstupu Spojených států amerických do války 6. dubna 1917.
Pozoruhodná osobnostní ambivalence vyšla najevo v roce 2004, kdy byla v archivu památníku Richarda Wagnera v Bayreuthu objevena přátelská výměna dopisů s antisemitským a rasovým ideologem Houstonem Stewartem Chamberlainem. Dopisy a telegramy z let 1909 až 1919 obsahují četné antisemitské výroky Chamberlaina, které princ nerozporoval. V dopise z roku 1916 dokonce uvedl, že si je vědom „nebezpečí judaizace“. Přitom jeden z jeho nejbližších důvěrníků Kurt Hahn byl židovského původu.
Byl to Hahn, kdo dal princi myšlenku stát se politikem. Ačkoli neměl žádné politické zkušenosti, koncem léta Max vyvinul myšlenku, že by mohl zapůsobit na svět mírovým poselstvím a zachránit tak Německo před předvídatelnou vojenskou porážkou.

### Kancléřství v roce 1918

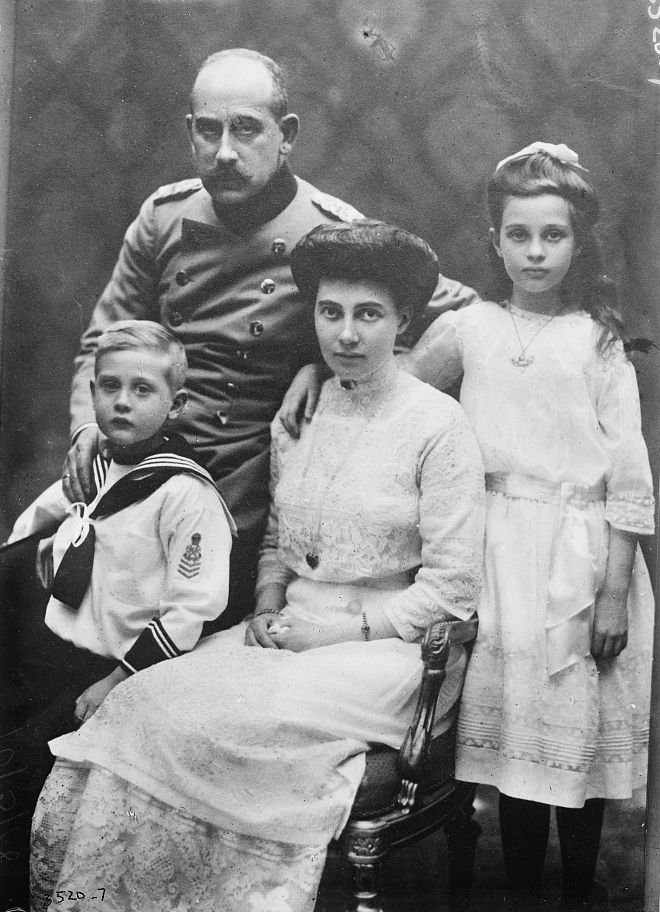
Max von Baden s rodinou

Když se na začátku října 1918 v Berlíně – s hrozbou vojenského kolapsu v nedohlednu – narychlo hledala důvěryhodná hlava vlády pro nadcházející jednání o příměří, zdálo se, že Max von Baden je tím správným mužem. Doufalo se, že by byl přijat americkým prezidentem Woodrowem Wilsonem kvůli jeho národní a mezinárodní pověsti a jeho obhajobě proti neomezené ponorkové válce, ačkoli jmenování nebylo nejlepším znamením nadcházející demokratizace, a také jeho neschopnost ve vedení obtížných úkolů.
Nejvyšší velení však bylo také připraveno učinit domácí ústupky, aby podpořilo důvěryhodnost žádosti. Sám Erich Ludendorff vyzval k přeměně říše na parlamentní monarchii zahrnující opoziční strany, aby nemuseli sami předkládat žádost o příměří a nést odpovědnost za vojenskou porážku. I zde se princ Max von Baden jako liberál a člen bádenského knížecího rodu zdál přijatelným kandidátem pro sociální demokraty i konzervativce. Pouze zvláště reakční generál Karl von Einem prý prohlásil: „Kdo by myslel na Bademax a nesmál se!“  Narážel na skutečnost, dobře známou mezi znalými, že jako mladý poručík stráže v Berlíně byl zařazen na „seznam “ (podle §175 - paragraf trestního zákoníku kriminalizující homosexualitu) kriminální policií.
Přesto kancléř Georg von Hertling navrhl za svého nástupce Maxe von Badena a 3. října 1918 jej císař jmenoval kancléřem. Ve stejný den sestavil parlamentní říšské vedení, do kterého byli poprvé jmenováni sociální demokraté Philipp Scheidemann a Gustav Bauer. 4. října odeslal - na nátlak vrchního velení - připravenou žádost o příměří Wilsonovi. Ale ve třetí poznámce svého ministra zahraničí Roberta Lansinga dal jasně najevo, že nemůže věřit v demokratizaci Německé říše, dokud je císař ještě v úřadu. Baden věděl, že budou nutné další korekce, aby přesvědčil spojence. Tímto způsobem ukončil válku s ponorkami a následně 26. října prosadil odvolání Ludendorffa, „nejmocnějšího muže v říši“, z vrchního armádního velení. Dne 28. října 1918 vstoupily v platnost dodatky k říšské ústavě, podle kterých říšský kancléř formálně vyžadoval důvěru Říšského sněmu. Na konci října se bavorská vláda poprvé vyslovila pro císařovu abdikaci. Když pak kancléř Max von Baden požádal bavorského krále o jeho iniciativu, zůstal pasivní.
Během britského dobývání Flander a povstání námořníků v Kielu, které odstartovalo Listopadovou revoluci, byl princ Max nemocný a nemohl jednat. V odborné literatuře jsou různá tvrzení o povaze jeho nemoci. Podle autora literatury faktu Manfreda Vasolda se nakazil španělskou chřipkou. Historik Lothar Machtan na druhou stranu věří v politické pozadí nemoci: Aby princ Max získal od Američanů příznivější mírové podmínky a ještě zachránil monarchii, usiloval o rychlou rezignaci císaře Viléma II., který ale 29. října uprchl z Berlína a nyní pobýval v ústředí vrchního armádního velitelství ve Spa v Belgii. Nástupcem v úřadu měl být nezletilý císařův vnuk Vilém Pruský, za kterého chtěl princ Max vést regentství jako regent. Říšským kancléřem se měl stát stranický předseda většinových sociálních demokratů Friedrich Ebert. Tomu bylo zpočátku zabráněno prostřednictvím císařovny Augusty Viktorie, která, jak se Machtan domnívá, telefonicky vyhrožovala zveřejněním princovy homosexuality. Dne 1. listopadu pak utrpěl těžké nervové zhroucení, které jeho lékaři léčili tak, že ho uvedli do hlubokého spánku pomocí opiového přípravku. Princ Max se teprve 3. listopadu ujal svých oficiálních povinností.

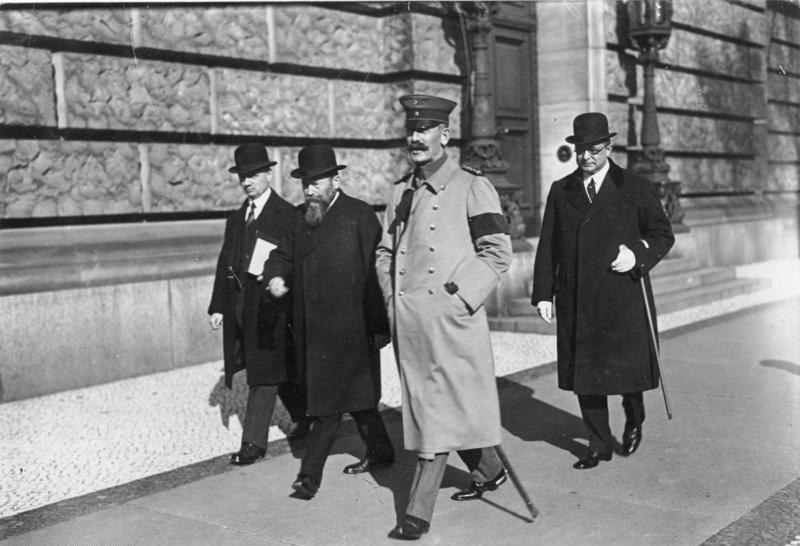
Max von Baden jako kancléř

Po vypuknutí Listopadové revoluce a v noci ze 7. na 8. listopadu sesazením krále Ludvíka III. Bavorského bylo prvním německým státem, který byl prohlášen za svobodný stát (republiku), pozici císaře se již nepodařilo udržet. Aby alespoň zachránil monarchii jako takovou a uklidnil revolucionáře, oznámil Max von Baden v pozdních ranních hodinách 9. listopadu 1918 svévolně abdikaci císaře a vzdání se trůnu korunním princem. Císař Vilém ve skutečnosti nabízel pouze vyhlídku na abdikaci jako císař, ale ne jako král Pruska. Akce Maxe von Badena byla až následně písemně potvrzena Vilémem II. a jeho synem (císařem 28. listopadu 1918 a následníkem trůnu 1. prosince 1918).
Max von Baden v důsledku toho předal kancléřství Friedrichu Ebertovi, neboť předchozí říšskou ústavu přijal jako zastaralou. Jeho abdikační řeč byla napsána náměstkem ministra zahraničí Theodorem Lewaldem, s nímž měl Baden zvláštní vztah důvěry díky společnému vládnutí v Rupertia Heidelberg. Ebert požádal Maxe, aby se stal Reichsverweserem, jakousi provizorní hlavou státu, dokud národní shromáždění definitivně nerozhodlo o německé formě vlády. Max von Baden to odmítl, protože události již pokročily příliš daleko.
Po oznámení císařovy abdikace a předání říšského kancléřství Ebertovi vyhlásil Scheidemann z balkonu Říšského sněmu odpoledne 9. listopadu republiku.

### Po kancléřství
Max von Baden se po konci Německé říše držel stranou politických debat. V prosinci 1918 mu levicově liberální Německá demokratická strana (DDP) v Heidelbergu a Mannheimu nabídla kandidaturu ve volbách do Ústavodárného národního shromáždění ve Výmaru 19. ledna 1919. Nositelem zprávy 24. prosince 1918 byl známý sociální vědec Max Weber. Max von Baden, ale nesouhlasil. Spíše se věnoval – spolu s Karlem Reinhardtem a Kurtem Hahnem – založení Schule Schloss Salem, která měla původně protidemokratický vzdělávací mandát, ale později měla přispět k formování nové intelektuální elity v Německu. Pro Maxe von Badena bylo atraktivní odvést nezanedbatelnou část svého majetku finančním úřadům prostřednictvím „nadace markraběcí školy“. Jako vedlejší efekt mohl dát svému synovi Bertholdovi středoškolské vzdělání a optimální výchovu.
Po smrti svého bratrance, bývalého velkovévody Fridricha II., se 9. srpna 1928 stal novou hlavou rodu Badenů jeho syn Berthold. Bylo to kvůli tomu, že Fridrich 8. srpna 1927 adoptoval Maxova syna.
Po několika mozkových příhodách Max von Baden zemřel 6. listopadu 1929 na selhání ledvin v nemocnici v Kostnici.
Jeho pozůstalost, která je přístupná pouze omezeně, se nachází v markraběcím Badisches Archiv v Salemu a byla zhodnocena především historikem Golo Mannem.

## Manželství a potomstvo
Ze sňatku 10. července 1900 v Gmundenu/Horní Rakousko s Marií-Luise von Hannover-Cumberland, princeznou Velké Británie a Irska (11. října 1879 – 31. ledna 1948), dcerou Ernsta Augusta, se narodily dvě děti:
- 1. Marie Alexandra Bádenská (1. 8. 1902 Salem – 29. 1.1944), pracovala jako humanitární pracovnice, zahynula při náletu na Frankfurt nad Mohanem
  - ⚭ 1924 Wolfgang Hesensko-Kasselský (6.11. 1896 Offenbach am Main – 12. 7. 1989 Frankfurt nad Mohanem)
- 2. Berthold Bádenský (24. 2. 1906 Karlsruhe – 27. 10. 1963 Spaichingen), hlava rodu Zähringů od roku 1928 až do své smrti
  - ⚭ 1931 Teodora Řecká a Dánská (30. 5. 1906 Tatoi – 16. 10. 1969 Büdingen)

## Vývod z předků
|                    |                                     |  |                          |                                              |  |  |  |  |  |  |  | Fridrich Bádensko-Durlašský |
|                    |                                     |  |                          |                                              |  |  |  |  |  |  |  |                             |
|                    | Karel Fridrich Bádenský             |  |                          |                                              |  |  |  |  |  |  |  |                             |
|                    |                                     |  |                          |                                              |  |  |  |  |  |  |  |                             |
|                    |                                     |  |                          | Amálie Nasavsko-Dietzská                     |  |  |  |  |  |  |  |                             |
|                    |                                     |  |                          |                                              |  |  |  |  |  |  |  |                             |
|                    | Leopold I. Bádenský                 |  |                          |                                              |  |  |  |  |  |  |  |                             |
|                    |                                     |  |                          |                                              |  |  |  |  |  |  |  |                             |
|                    |                                     |  |                          | Ludvík Jindřich Geyer z Geyersbergu          |  |  |  |  |  |  |  |                             |
|                    |                                     |  |                          |                                              |  |  |  |  |  |  |  |                             |
|                    | Luisa Karolina z Hochbergu          |  |                          |                                              |  |  |  |  |  |  |  |                             |
|                    |                                     |  |                          |                                              |  |  |  |  |  |  |  |                             |
|                    |                                     |  |                          | Maximiliana Kristýna ze Sponecku             |  |  |  |  |  |  |  |                             |
|                    |                                     |  |                          |                                              |  |  |  |  |  |  |  |                             |
|                    | Vilém Bádenský                      |  |                          |                                              |  |  |  |  |  |  |  |                             |
|                    |                                     |  |                          |                                              |  |  |  |  |  |  |  |                             |
|                    |                                     |  |                          | Gustav III. Švédský                          |  |  |  |  |  |  |  |                             |
|                    |                                     |  |                          |                                              |  |  |  |  |  |  |  |                             |
|                    | Gustav IV. Adolf                    |  |                          |                                              |  |  |  |  |  |  |  |                             |
|                    |                                     |  |                          |                                              |  |  |  |  |  |  |  |                             |
|                    |                                     |  |                          | Žofie Magdalena Dánská                       |  |  |  |  |  |  |  |                             |
|                    |                                     |  |                          |                                              |  |  |  |  |  |  |  |                             |
|                    | Žofie Vilemína Švédská              |  |                          |                                              |  |  |  |  |  |  |  |                             |
|                    |                                     |  |                          |                                              |  |  |  |  |  |  |  |                             |
|                    |                                     |  |                          | Karel Ludvík Bádenský                        |  |  |  |  |  |  |  |                             |
|                    |                                     |  |                          |                                              |  |  |  |  |  |  |  |                             |
|                    | Frederika Dorotea Bádenská          |  |                          |                                              |  |  |  |  |  |  |  |                             |
|                    |                                     |  |                          |                                              |  |  |  |  |  |  |  |                             |
|                    |                                     |  |                          | Amálie Hesensko-Darmstadtská                 |  |  |  |  |  |  |  |                             |
|                    |                                     |  |                          |                                              |  |  |  |  |  |  |  |                             |
| Maxmilián Bádenský |                                     |  |                          |                                              |  |  |  |  |  |  |  |                             |
|                    |                                     |  |                          |                                              |  |  |  |  |  |  |  |                             |
|                    |                                     |  | Alexandre de Beauharnais |                                              |  |  |  |  |  |  |  |                             |
|                    |                                     |  |                          |                                              |  |  |  |  |  |  |  |                             |
|                    | Evžen de Beauharnais                |  |                          |                                              |  |  |  |  |  |  |  |                             |
|                    |                                     |  |                          |                                              |  |  |  |  |  |  |  |                             |
|                    |                                     |  |                          | Joséphine de Beauharnais                     |  |  |  |  |  |  |  |                             |
|                    |                                     |  |                          |                                              |  |  |  |  |  |  |  |                             |
|                    | Maximilian de Beauharnais           |  |                          |                                              |  |  |  |  |  |  |  |                             |
|                    |                                     |  |                          |                                              |  |  |  |  |  |  |  |                             |
|                    |                                     |  |                          | Maxmilián I. Josef Bavorský                  |  |  |  |  |  |  |  |                             |
|                    |                                     |  |                          |                                              |  |  |  |  |  |  |  |                             |
|                    | Augusta Bavorská                    |  |                          |                                              |  |  |  |  |  |  |  |                             |
|                    |                                     |  |                          |                                              |  |  |  |  |  |  |  |                             |
|                    |                                     |  |                          | Augusta Vilemína Marie Hesensko-Darmstadtská |  |  |  |  |  |  |  |                             |
|                    |                                     |  |                          |                                              |  |  |  |  |  |  |  |                             |
|                    | Marie Maxmilianovna z Leuchtenbergu |  |                          |                                              |  |  |  |  |  |  |  |                             |
|                    |                                     |  |                          |                                              |  |  |  |  |  |  |  |                             |
|                    |                                     |  |                          | Pavel I. Ruský                               |  |  |  |  |  |  |  |                             |
|                    |                                     |  |                          |                                              |  |  |  |  |  |  |  |                             |
|                    | Mikuláš I. Pavlovič                 |  |                          |                                              |  |  |  |  |  |  |  |                             |
|                    |                                     |  |                          |                                              |  |  |  |  |  |  |  |                             |
|                    |                                     |  |                          | Žofie Dorota Württemberská                   |  |  |  |  |  |  |  |                             |
|                    |                                     |  |                          |                                              |  |  |  |  |  |  |  |                             |
|                    | Marie Nikolajevna Ruská             |  |                          |                                              |  |  |  |  |  |  |  |                             |
|                    |                                     |  |                          |                                              |  |  |  |  |  |  |  |                             |
|                    |                                     |  |                          | Fridrich Vilém III.                          |  |  |  |  |  |  |  |                             |
|                    |                                     |  |                          |                                              |  |  |  |  |  |  |  |                             |
|                    | Šarlota Pruská                      |  |                          |                                              |  |  |  |  |  |  |  |                             |
|                    |                                     |  |                          |                                              |  |  |  |  |  |  |  |                             |
|                    |                                     |  |                          | Luisa Meklenbursko-Střelická                 |  |  |  |  |  |  |  |                             |
|                    |                                     |  |                          |                                              |  |  |  |  |  |  |  |                             |